# Dasypoda frieseana
Dasypoda frieseana är en biart som beskrevs av August Schletterer 1890. Dasypoda frieseana ingår i släktet byxbin, och familjen sommarbin. IUCN kategoriserar arten globalt som starkt hotad. Inga underarter finns listade i Catalogue of Life.